# 酒井忠英 (出羽松山藩嫡子)
酒井 忠英（さかい ただひで）は、江戸時代中期の出羽国松山藩の世嗣。通称は主膳。

## 略歴
出羽国松山藩2代藩主・酒井忠予の長男として誕生。正室は富山藩主・前田正甫の娘・空眠家子。子に忠郷（長男）、忠起（次男）らがいる。
父・忠予の長男として生まれたが、享保17年（1732年）に盲目となって廃嫡され、藩から1,000俵を支給された。代わって忠休が嫡子となり、のち3代藩主に就任した。忠英の長男・忠郷、次男・忠起は忠休の養子となったが、いずれも家督相続前に死去した。このため継嗣争いが激化し、後の「宝暦騒動」を引き起こした。
元文元年（1736年）死去。